# Djénhael Maingé
Djénhael Maingé est un footballeur français, international martiniquais né le 18 février 1992. Il évolue au poste d'Attaquant avec le Club franciscain en DH Martinique et avec la sélection de la Martinique.

## Biographie

### Carrière en club
Il joue pour le club franciscain (martinique) en 2011-2012.
Lors du 32e de finale de la Coupe de France 2015 à la Beaujoire (défaite 4-0), Maingé fait forte impression et se voit proposer un essai avec le SCO Angers. Après une semaine, son essai est prolongé mais il ne se voit finalement pas proposer de contrat professionnel.

### Carrière internationale
En sélection martiniquaise il joue son 1er match contre le Guyana ou la martinique fera un match nul 2-2 et il jouera 64 minutes.